# Tetragnatha foliferens
Tetragnatha foliferens este o specie de păianjeni din genul Tetragnatha, familia Tetragnathidae, descrisă de Richard Hingston în anul 1927.
Este endemică în Nicobar Is.. Conform Catalogue of Life specia Tetragnatha foliferens nu are subspecii cunoscute.